# 永源寺

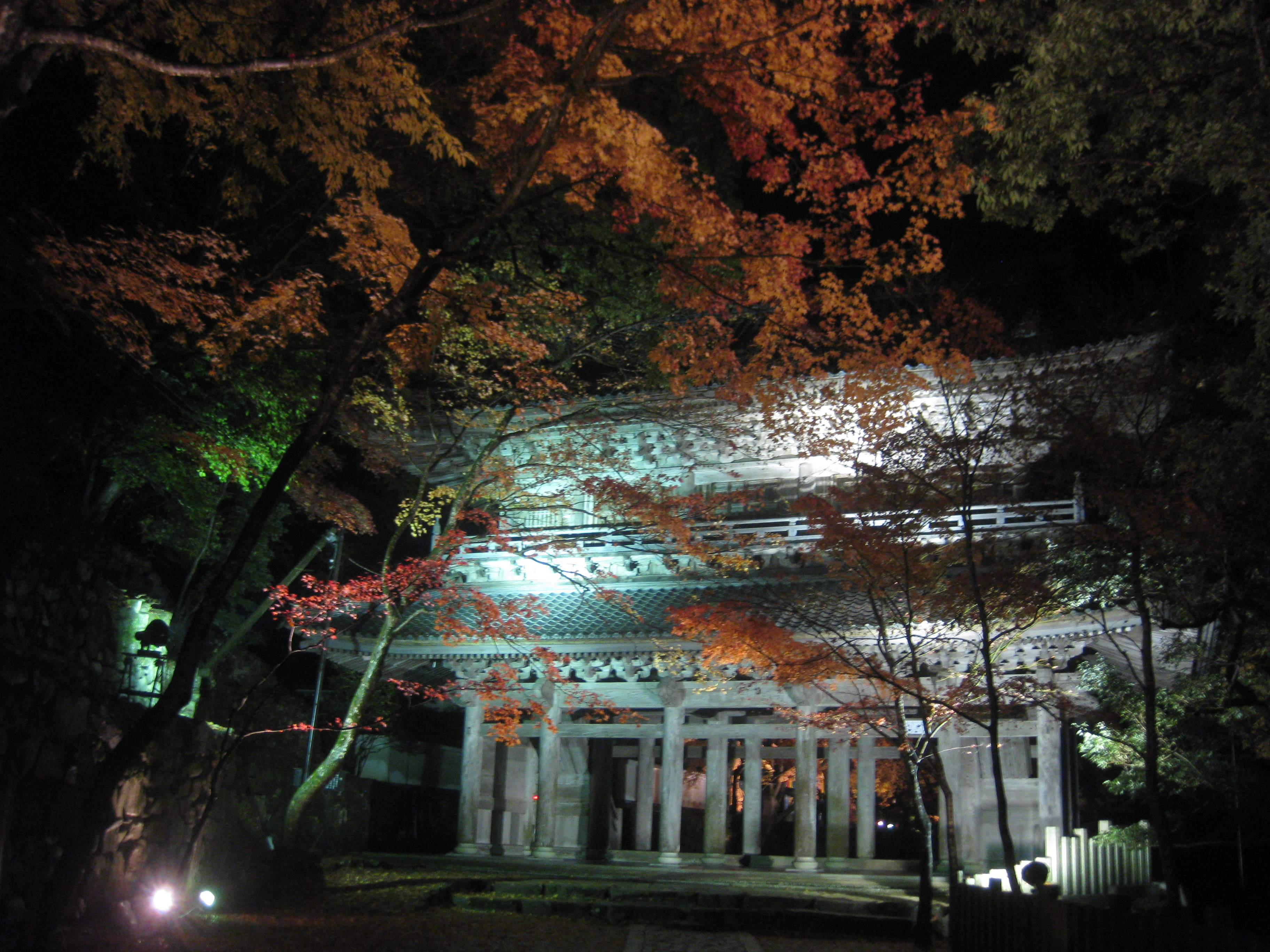
紅葉の時期の永源寺山門。

永源寺（えいげんじ）は、滋賀県東近江市永源寺高野町にある臨済宗永源寺派の大本山の寺院。山号は瑞石山。本尊は観世音菩薩。紅葉の美しさで知られる。開山忌が、毎年10月1日に行われる。

## 歴史
当寺は、康安元年（1361年）に近江守護六角氏頼（佐々木氏頼）が、寂室元光（正灯国師）に帰依し領内にある勝景の地・雷渓（らいけい）、つまり当地を寂室元光に寄進して、自らが開基となって寂室元光を開山として創建された寺院である。山号は当初は飯高山と称していたが、伽藍の造営時に巨大な台石がわずかの人足の力で動いたことや、本尊の観世音菩薩が大岩の上に出現したことなど様々な石にまつわる奇瑞があったので、それに因んで瑞石山に改号されたという。また、寺名は氏頼の法名である雪江宗永の「永」と氏頼が近江源氏の嫡流であったことから「源」を採って永源寺とされた。
最盛期には寂室元光を慕って2千人の僧が入寺し、56坊もの坊院があった。寂室元光の死後はその4人の高弟、弥天・松嶺・霊仲・越渓の四高足が当寺を守った。また、勅願所として朝廷や足利将軍家の庇護を受けて栄えた。
応仁の乱が始まると、京都から横川景三などの禅僧が当寺に避難してくるなどした。しかし、明応元年（1492年）、次いで永禄6年（1563年）と二度も大きな戦火を受けて全山焼失し、衰亡した。
寛永8年（1631年）に妙心寺の別峰紹印とその弟子で永源寺第79世となった空子元普が再興運動を始めると、寛永20年（1643年）には後水尾天皇の勅命によって一糸文守（仏頂国師）が入寺している。これにより、東福門院や彦根藩などの帰依を受けてようやく伽藍は再興された。
1873年（明治6年）に明治政府の政策により臨済宗東福寺派に属したが、1880年（明治13年）に臨済宗永源寺派として独立している。
鈴鹿山脈を挟んで東側の三重県いなべ市にも永源寺の一部があったといわれ、永源寺跡と呼ばれる場所がある。三重県いなべ市の伝承では、永禄年間（1558年 - 1570年）に織田信長の家臣である滝川一益の軍勢が、北伊勢地方の寺を焼き払いながら迫って来たため、三重県側の永源寺の僧は兵火を逃れるため、寺の宝物などを持ち一夜にして竜ヶ岳の南側にある鈴鹿山脈の石榑峠を越えて、近江の永源寺へ逃れたとされているが、当寺の記録には一切ふれられていない。三重県いなべ市の永源寺の建物は滝川一益の軍勢によって焼き払われたが、水田周辺に石垣の一部が残されている。
本尊は、子がなかった六角満高が熱心に祈願していると、ついに嫡子となる六角満綱が誕生したことに由来を持つ秘仏、世継観世音菩薩である。寺内には彦根藩主井伊直興の墓所がある。
サトザクラのエイゲンジ（永源寺）は、本寺の境内にあったサクラが発祥である。また、東近江市永源寺地区は、永源寺コンニャクや政所茶の産地であり、惟喬親王ゆかりの木地師発祥の地として知られる。また付近からは2010年（平成22年）に国内最古級・1万3千年前の土偶が発掘された。

## 境内
- 方丈「安心室（あんじんしつ）」（本堂） - 明和2年（1765年）再建。屋根は琵琶湖のヨシで葺かれており、約10年ごとに葺替えを行っている。扁額「瑞石山」は寂室元光の筆。 石に「丶（てん）」が打たれているのは「角のある石・割石」の意味があるという[4]。
- 庫裏 - 1980年（昭和55年）再建。鉄筋コンクリート構造の二階建てで、永源寺派宗務本所・文化財収蔵庫・研修道場などを内包している[4]。
- 書院
- 勝山社 - 鎮守社。若一王子を祀る。六角氏頼の遺言により造られた[4]。
- 法堂「大雄宝殿」 - 享保13年（1728年）再建[4]。天井画「虚空奏龍（こくうそうりゅう）」は、大津市在住のアメリカ人画家ブライアン・ウィリアムズ氏の筆[5]。
- 開山堂「大寂塔（だいじゃくとう）」 - 享保10年（1725年）に彦根藩主井伊直惟より能舞台の寄進を受け、改築・再建されたもの。扁額「大寂」は隠元隆琦の筆[4]。1908年（明治41年）10月30日、文秀女王が堂の前にカエデを手植えた[6]。
- 禅堂「木衆堂（もくしゅどう）」 - 1933年（昭和8年）に多数の寄進により再建。寄進者の一人には、わが国女優の最初といわれる川上貞奴もいる[4]。
- 回廊 - 2005年（平成17年）建立[4]。
- 納骨堂 - 1971年（昭和46年）建立[4]。
- 経蔵「毘盧寶蔵（びるほうぞう）」 - 延宝4年（1676年）再建。南嶺禅師が明より購入された大蔵経を納めている[4]。
- 開山御手植の楓樹 - 寂室元光お手植えのカエデ。現在のものは三代目となっている[4]。
- 茶筅塚
- 含空院 - 塔頭。
  - 僧堂 - 含空院の庫裡。2015年（平成27年）再建[4]。
  - 含空院庭園 - 1908年（明治41年）10月30日、文秀女王がカエデを手植えた。
  - 表門
- 標月亭 - 客殿。1935年（昭和10年）改築[4]。
- 鐘楼「華鯨楼（かげいろう）」 - 安永元年（1772年）再建。2003年（平成15年）修復。梵鐘は太平洋戦争中の金属類回収令で供出され、1948年（昭和23年）に再鋳されたもの[4]。
- 山門（滋賀県指定有形文化財） - 享和2年（1802年）再建。1998年（平成10年）修復[4]。
- 総門 - 延享7年（1746年）再建[4]。
- 井伊家墓所（国指定史跡）
  - 井伊直興の墓

## 文化財

### 重要文化財
- 絹本着色地蔵十王像 11幅 - 陸信忠筆。
- 絹本着色約翁徳倹像 - 文保三年自賛あり。
- 塑造寂室和尚坐像
  - 附：像内納入品
    - 大乗経咒偈頌等（包紙添）1巻1紙 内に応安五年七月、同七年三、四月筆者永釈、永哲等の奥書がある 料紙に尚一の消息紙背を用いるものがある
    - 銅経筒 1合
    - 経、陀羅尼、名号、印仏、偈頌等 一括
- 寂室元光墨蹟（風攪飛泉詩）
- 寂室元光墨蹟（遺偈　貞治六年九月一日）
- 寂室元光消息（二月九日華蔵寺宛）
- 寂室元光遺誡
- 開山忌関係文書（一括指定）
  - 永源寺開山祭文（貞治六年九月二日）
  - 永源寺開山初七日香語（貞治六年九月八日）
  - 永源寺開山十三回忌法語（康暦元年九月一日）
  - 永源寺開山三十三回忌陞座語並ニ香語（応永六年九月一日）
  - 永源寺開山西宋庵入祖堂法語（永和三年季春）
- 永源寺文書（8,747通）61巻、14帖、1,604冊、88幅、6,748通、13鋪、3枚[7][注 1]

出典：2000年までの指定物件については、『国宝・重要文化財大全 別巻』（所有者別総合目録・名称総索引・統計資料）（毎日新聞社、2000）による。

### 国指定史跡
- 彦根藩主井伊家墓所

### 滋賀県指定有形文化財
- 山門 附：棟札 2枚
- 寂室元光墨蹟 - 出山釈迦図賛。
- 三千仏名経 3巻 - 寂室元光筆。
- 永源寺文書 269点

### 東近江市指定有形文化財
- 鏧子台 1基

### 東近江市指定名勝
- 永源寺境内

## 主な行事
- 3月19日　中興一絲文守禅師法要　中興開山である一絲文守の忌日法要。
- 4月 1日 - 3日　万人講　三日間行われる万霊を供養する法要。
- 6月 7日　開基佐々木氏頼（別名 六角氏頼）公法要　佐々木氏頼の命日に行われる。
- 7月21日　経蔵に収められてる明版大蔵経を出して虫干しする行事。
- 10月1日　開山忌　寂室元光の忌日法要。

## 前後の札所
神仏霊場巡拝の道
139 観音正寺　-　140 永源寺　-　141 百済寺

## 所在地
- 滋賀県東近江市永源寺高野町41
- 永源寺ダムとは、約1.5km離れている。

## アクセス
- 近江鉄道本線（湖東近江路線、水口・蒲生野線）・近江鉄道八日市線（万葉あかね線）八日市駅から近江鉄道バス（永源寺車庫行き）で35分、永源寺前停留所下車。
- 名神高速道路八日市ICから車で20分、国道421号付近。